# 紀元前529年
紀元前529年（きげんぜん529ねん）は、西暦（ローマ暦）による年。紀元前1世紀の共和政ローマ末期以降の古代ローマにおいては、ローマ建国紀元225年として知られていた。紀年法として西暦（キリスト紀元）がヨーロッパで広く普及した中世時代初期以降、この年は紀元前529年と表記されるのが一般的となった。

## 他の紀年法
- 干支 : 壬申
- 日本
  - 皇紀132年
  - 安寧天皇20年
- 中国
  - 周 - 景王16年
  - 魯 - 昭公13年
  - 斉 - 景公19年
  - 晋 - 昭公3年
  - 秦 - 哀公8年
  - 楚 - 霊王12年
  - 宋 - 元公3年
  - 衛 - 霊公6年
  - 陳 - 恵公5年
  - 蔡 - 平侯2年
  - 曹 - 武公26年
  - 鄭 - 定公元年
  - 燕 - 悼公7年
  - 呉 - 余昧2年
- 朝鮮
  - 檀紀1805年
- ベトナム :
- 仏滅紀元 : 16年
- ユダヤ暦 : 3232年 - 3233年

## できごと

### オリエント
- この頃、アケメネス朝ペルシアのキュロス2世が、中央アジアのマッサゲタイ（スキタイ系遊牧民）の女王トミュリスとの戦いで敗れ、戦死したとされる（確定時期には諸説あり）。
  - これにより、キュロス2世の息子カンビュセス2世が即位（ - 紀元前522年）。エジプト遠征の準備を進める。

### 中国
- 魯の叔弓が軍を率いて費を包囲したが、敗退した。
- 楚の公子比（訾敖）が晋から帰国し、霊王を乾谿で殺害した。楚の公子弃疾（平王）が公子比を殺した。
- 楚の平王が即位し、陳の恵公と蔡の平侯を帰国させ、両国を再建させた。
- 晋・斉・魯・宋・衛・鄭・曹・莒・邾・滕・薛・杞・小邾が平丘で会合した。
- 魯は平丘の会に参加したものの、盟に加われず、季孫意如が晋に捕らえられた。
- 晋の荀呉が著雍から上軍を率いて鮮虞に侵攻し、中人に達して凱旋した。
- 呉が州来を滅ぼした。

## 死去
- キュロス2世 - アケメネス朝ペルシアの初代国王・新バビロニア他を滅ぼす
- 霊王 - 楚の王